# اسلوبودا (استان آرخانگلسک)
اسلوبودا (به لاتین: Sloboda) یک منطقهٔ مسکونی در روسیه است که در استان آرخانگلسک واقع شده‌است.